# Jagiellonia Białystok w Pucharze Polski

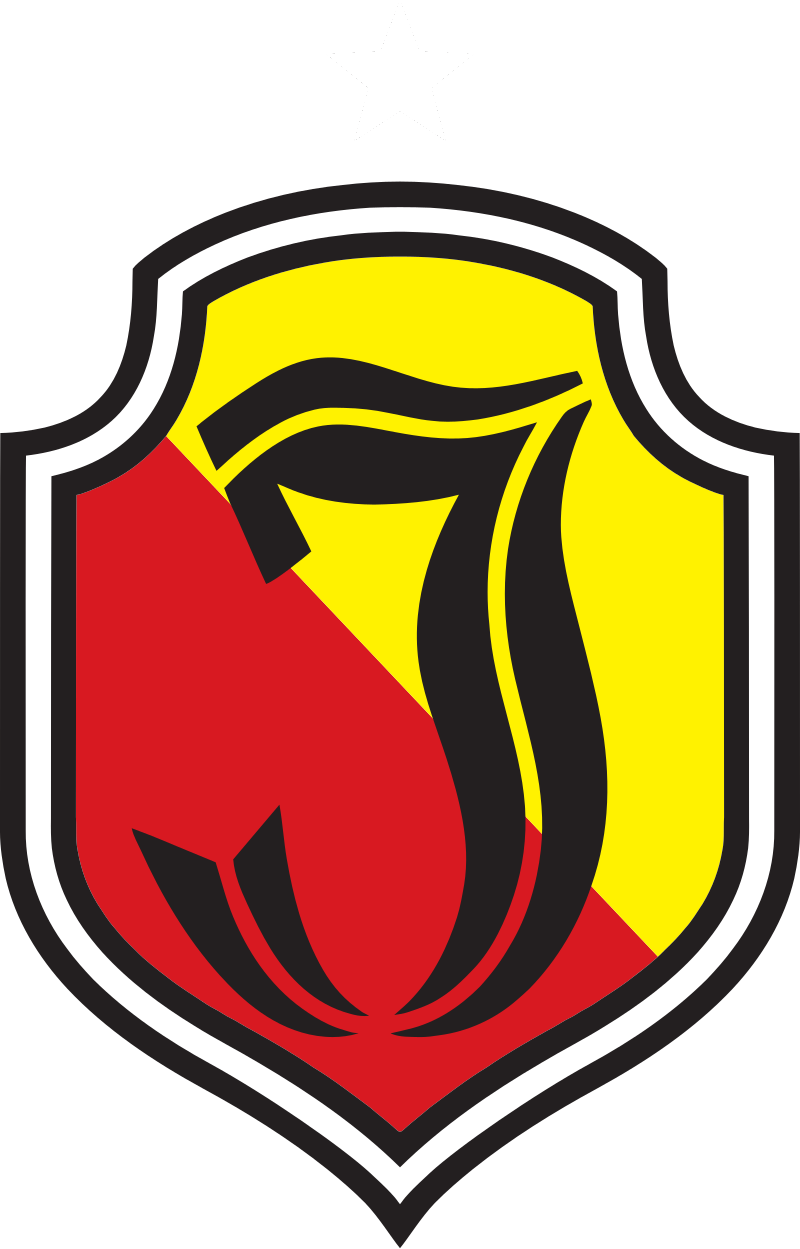
Herb Jagiellonii Białystok

Jagiellonia Białystok w okresie międzywojennym oraz aż do sezonu 1974/75 (włącznie) kończyła rozgrywki organizowane przez PZPN o Puchar Polski na szczeblu okręgowym. Jagiellonia Białystok po raz pierwszy wystąpiła w finale rozgrywek o Puchar Polski w sezonie 1988/89 przegrywając 2:5 (1:3) z Legią Warszawa. W sezonie 2009/10 po raz pierwszy zdobyła Puchar Polski w finale rozegranym na stadionie w Bydgoszczy gdzie pokonała 1:0 (0:0) Pogoń Szczecin.

## Osiągnięcia Jagiellonii Białystok w Pucharze Polski
- Zdobywca Pucharu Polski (1x) – sezon 2009/10
- Finalista Pucharu Polski (2x) – 1988/89, 2018/19
- Półfinalista Pucharu Polski (2x) – 2003/04, 2013/14

## Jagiellonia Białystok w Pucharze Polski
| Jagiellonia Białystok w Pucharze Polski |               |      |                                                         |                           |
| Sezon                                   | Runda         | L.p. | Przeciwnik                                              | Wynik                     |
| 1975/76                                 | Runda wstępna | 1    | Jagiellonia Białystok – Lechia Gdańsk                   | 0:0 (po dogr., karne 4:5) |
| 1976/77                                 | I runda       | 2    | Avia Świdnik – Jagiellonia Białystok                    | 2:0                       |
| 1977/78                                 | I runda       | 3    | BKS Bielsko-Biała – Jagiellonia Białystok               | 3:1                       |
| 1978/79                                 | II runda      | 4    | Stomil Olsztyn – Jagiellonia Białystok                  | 2:0                       |
| 1979/80                                 |               |      |                                                         |                           |
| 1980/81                                 | I runda       | 5    | Wisła Płock – Jagiellonia Białystok                     | 1:0                       |
| 1981/82                                 | III runda     | 6    | AZS Biała Podlaska – Jagiellonia Białystok              | 9:1                       |
| 1982/83                                 |               |      |                                                         |                           |
| 1983/84                                 | I runda       | 7    | Grom Czerwony Bór – Jagiellonia Białystok               | 0:2                       |
| 1983/84                                 | II runda      | 8    | Jagiellonia Białystok – KS Lublinianka                  | 2:1 (po dogr.)            |
| 1983/84                                 | III runda     | 9    | Jagiellonia Białystok – Wisła Płock                     | 2:1                       |
| 1983/84                                 | 1/16          | 10   | Jagiellonia Białystok – Stal Mielec                     | 0:2                       |
| 1984/85                                 | II runda      | 11   | Gwardia Szczytno – Jagiellonia Białystok                | 2:0                       |
| 1985/86                                 | II runda      | 12   | Olimpia Elbląg – Jagiellonia Białystok                  | 3-0                       |
| 1986/87                                 | II runda      | 13   | Mazovia Ciechanów – Jagiellonia Białystok               | 0:5                       |
| 1986/87                                 | III runda     | 14   | Wisła Puławy – Jagiellonia Białystok                    | 1:1 (k. 5:4)              |
| 1987/88                                 | II runda      | 15   | Włókniarz Bielsko-Biała – Jagiellonia Białystok         | 0:2                       |
| 1987/88                                 | III runda     | 16   | Radomiak Radom – Jagiellonia Białystok                  | 1:2                       |
| 1987/88                                 | 1/16          | 17   | Motor Lublin – Jagiellonia Białystok                    | 2:1                       |
| 1988/89                                 | 1/16          | 18   | Chrobry Głogów – Jagiellonia Białystok                  | 1:1 (k. 2:4)              |
| 1988/89                                 | 1/8           | 19   | Stal Stalowa Wola – Jagiellonia Białystok               | 2:4                       |
| 1988/89                                 | 1/4 (I mecz)  | 20   | Jagiellonia Białystok – Bałtyk Gdynia                   | 0:0                       |
| 1988/89                                 | 1/4 (II mecz) | 21   | Bałtyk Gdynia - Jagiellonia Białystok                   | 1:1                       |
| 1988/89                                 | 1/2 (I mecz)  | 22   | Ruch Chorzów – Jagiellonia Białystok                    | 0:0                       |
| 1988/89                                 | 1/2 (II mecz) | 23   | Jagiellonia Białystok - Ruch Chorzów                    | 2:0                       |
| 1988/89                                 | F             | 24   | Legia Warszawa – Jagiellonia Białystok                  | 5:2 (3:1)                 |
| 1989/90                                 | 1/16          | 25   | Zagłębie Sosnowiec – Jagiellonia Białystok              | 4:1                       |
| 1990/91                                 | 1/16          | 26   | Pogoń Szczecin – Jagiellonia Białystok                  | 1:3 (po dogr.)            |
| 1990/91                                 | 1/8           | 27   | Jagiellonia Białystok – Górnik Zabrze                   | 0:2                       |
| 1991/92                                 | III runda     | 28   | Jeziorak Iława – Jagiellonia Białystok                  | 1:3 (po dogr.)            |
| 1991/92                                 | 1/16          | 29   | Jagiellonia Białystok – Motor Lublin                    | 3:2                       |
| 1991/92                                 | 1/8           | 30   | Jagiellonia Białystok – Widzew Łódź                     | 1:3                       |
| 1992/93                                 | II runda      | 31   | Polonia Elbląg – Jagiellonia Białystok                  | 1:5                       |
| 1992/93                                 | III runda     | 32   | Polkolor Piaseczno – Jagiellonia Białystok              | 4:1                       |
| 1993/94                                 | 1/16          | 33   | Stal Sanok – Jagiellonia Białystok                      | 0:3                       |
| 1993/94                                 | 1/8           | 34   | Jagiellonia Białystok – GKS Katowice                    | 0:3                       |
| 1994/95                                 | II runda      | 35   | Legia II Warszawa – Jagiellonia Białystok               | 0:0 (k. 3:5)              |
| 1994/95                                 | III runda     | 36   | Mławianka Mława – Jagiellonia Białystok                 | 1:0                       |
| 1995/96                                 | II runda      | 37   | KP Wasilków – Jagiellonia Białystok                     | 0:3                       |
| 1995/96                                 | III runda     | 38   | Bug Wyszków – Jagiellonia Białystok                     | 4:1                       |
| 1996/97                                 | II runda      | 39   | Jagiellonia Białystok – Pomezania Malbork               | 2:2 (k. 5-4)              |
| 1996/97                                 | III runda     | 40   | Jagiellonia Białystok – Jeziorak Iława                  | 0:2                       |
| 1997/98                                 |               |      |                                                         |                           |
| 1998/99                                 | I runda       | 41   | Jagiellonia Białystok – AZS Podlasie Biała Podlaska     | 3:0 (walkower)            |
| 1998/99                                 | II runda      | 42   | Jagiellonia Białystok – Avia Świdnik                    | 0:2                       |
| 1999/00                                 | I runda       | 43   | Jagiellonia Białystok – Olimpia Zambrów                 | 6:0                       |
| 1999/00                                 | II runda      | 44   | Jagiellonia Białystok – Piotrcovia Piotrków Trybunalski | 0:1                       |
| 2000/01                                 | I runda       | 45   | Jagiellonia Białystok – Świt Nowy Dwór Mazowiecki       | 1:0                       |
| 2000/01                                 | II runda      | 46   | Jagiellonia Białystok – Górnik Łęczna                   | 0:3                       |
| 2001/02                                 |               |      |                                                         |                           |
| 2002/03                                 | Runda wstępna | 47   | Jagiellonia Białystok – Odra/Unia Opole                 | 3:0                       |
| 2002/03                                 | I runda       | 48   | Lewart Lubartów – Jagiellonia Białystok                 | 1:2                       |
| 2002/03                                 | II runda      | 49   | Jagiellonia Białystok – Widzew Łódź                     | 1:2                       |
| 2003/04                                 | I runda       | 50   | Jagiellonia Białystok – Stasiak Opoczno                 | 1:0                       |
| 2003/04                                 | 1/16          | 51   | Jagiellonia Białystok – Zagłębie Lubin                  | 2:1 (po dogr.)            |
| 2003/04                                 | 1/8           | 52   | Jagiellonia Białystok – Pogoń Szczecin                  | 1:0 (po dogr.)            |
| 2003/04                                 | 1/4 (I mecz)  | 53   | Jagiellonia Białystok – Raków Częstochowa               | 3:0                       |
| 2003/04                                 | 1/4 (II mecz) | 54   | Raków Częstochowa - Jagiellonia Białystok               | 1:5                       |
| 2003/04                                 | 1/2 (I mecz)  | 55   | Jagiellonia Białystok – Legia Warszawa                  | 0:3 (walkower), 0:0       |
| 2003/04                                 | 1/2 (II mecz) | 56   | Legia Warszawa - Jagiellonia Białystok                  | 0:0                       |
| 2004/05                                 | I runda       | 57   | Olimpia Sztum – Jagiellonia Białystok                   | 2:0                       |
| 2005/06                                 | I runda       | 58   | Odra Opole – Jagiellonia Białystok                      | 0:0 (k. 2:4)              |
| 2005/06                                 | 1/16 runda    | 59   | Jagiellonia Białystok – Górnik Łęczna                   | 1:0 0:1 (d. 2:1)          |
| 2005/06                                 | 1/16 runda    | 60   | Górnik Łęczna - Jagiellonia Białystok                   | 1:0 (d. 1:2)              |
| 2005/06                                 | 1/8 (I mecz)  | 61   | Jagiellonia Białystok – Polonia Warszawa                | 1:3                       |
| 2005/06                                 | 1/8 (II mecz) | 62   | Polonia Warszawa - Jagiellonia Białystok                | 2:3                       |
| 2006/07                                 | II runda      | 63   | Czarni Pruszcz Gdański – Jagiellonia Białystok          | 1:5                       |
| 2006/07                                 | 1/16          | -    | Jagiellonia Białystok                                   | wolny los                 |
| 2006/07                                 | 1/8           | 64   | Wisła Płock – Jagiellonia Białystok                     | 2:1                       |
| 2007/08                                 | I runda       | 65   | Ruch Wysokie Mazowieckie – Jagiellonia Białystok        | 1:2                       |
| 2007/08                                 | II runda      | 66   | Jagiellonia Białystok – Widzew Łódź                     | 2:4                       |
| 2008/09                                 | 1/16          | 67   | Lechia Gdańsk – Jagiellonia Białystok                   | 0:1                       |
| 2008/09                                 | 1/8           | 68   | Legia Warszawa – Jagiellonia Białystok                  | 0:0 (k. 8:7)              |
| 2009/10                                 | 1/16          | 69   | GKS Tychy – Jagiellonia Białystok                       | 0:0 (d. 0:1)              |
| 2009/10                                 | 1/8           | 70   | Arka Gdynia – Jagiellonia Białystok                     | 0:0 (d. 0:2)              |
| 2009/10                                 | 1/4 (I mecz)  | 71   | Korona Kielce – Jagiellonia Białystok                   | 3:1                       |
| 2009/10                                 | 1/4 (II mecz) | 72   | Jagiellonia Białystok - Korona Kielce                   | 3:0                       |
| 2009/10                                 | 1/2 (I mecz)  | 73   | Jagiellonia Białystok – Lechia Gdańsk                   | 2:1                       |
| 2009/10                                 | 1/2 (II mecz) | 74   | Lechia Gdańsk - Jagiellonia Białystok                   | 1:1                       |
| 2009/10                                 | F             | 75   | Jagiellonia Białystok - Pogoń Szczecin                  | 1:0                       |
| 2010/11                                 | 1/16          | 76   | Flota Świnoujście – Jagiellonia Białystok               | 0:1                       |
| 2010/11                                 | 1/8           | 77   | Korona Kielce – Jagiellonia Białystok                   | 0:1                       |
| 2010/11                                 | 1/4 (I mecz)  | 78   | Lechia Gdańsk – Jagiellonia Białystok                   | 0:0                       |
| 2010/11                                 | 1/4 (II mecz) | 79   | Jagiellonia Białystok - Lechia Gdańsk                   | 1:1                       |
| 2011/12                                 | 1/16          | 80   | Ruch Zdzieszowice – Jagiellonia Białystok               | 3:1                       |
| 2012/13                                 | 1/16          | 81   | Sokół Ostróda – Jagiellonia Białystok                   | 1:8                       |
| 2012/13                                 | 1/8           | 82   | Jagiellonia Białystok – Lechia Gdańsk                   | 2:2 (2:2 po dogr. k. 5:4) |
| 2012/13                                 | 1/4 (I mecz)  | 83   | Wisła Kraków – Jagiellonia Białystok                    | 2:0                       |
| 2012/13                                 | 1/4 (II mecz) | 84   | Jagiellonia Białystok - Wisła Kraków                    | 2:4                       |
| 2013/14                                 | 1/16          | 85   | Puszcza Niepołomice – Jagiellonia Białystok             | 0:3                       |
| 2013/14                                 | 1/8           | 86   | Śląsk Wrocław – Jagiellonia Białystok                   | 0:1                       |
| 2013/14                                 | 1/4 (I mecz)  | 87   | Jagiellonia Białystok – Lechia Gdańsk                   | 2:1                       |
| 2013/14                                 | 1/4 (II mecz) | 88   | Lechia Gdańsk - Jagiellonia Białystok                   | 1:1                       |
| 2013/14                                 | 1/2 (I mecz)  | 89   | Jagiellonia Białystok – Zawisza Bydgoszcz               | 0:2                       |
| 2013/14                                 | 1/2 (II mecz) | 90   | Zawisza Bydgoszcz - Jagiellonia Białystok               | 1:1                       |
| 2014/15                                 | 1/16          | 91   | Chrobry Głogów – Jagiellonia Białystok                  | 1:3                       |
| 2014/15                                 | 1/8           | 92   | Lech Poznań – Jagiellonia Białystok                     | 2:2 (4:2 po dogr.)        |
| 2015/16                                 | 1/16          | 93   | Jagiellonia Białystok – Pogoń Szczecin                  | 2:1                       |
| 2015/16                                 | 1/8           | 94   | Jagiellonia Białystok – Zagłębie Lubin                  | 0:2                       |
| 2016/17                                 | 1/16          | 95   | Cracovia – Jagiellonia Białystok                        | 0:1                       |
| 2016/17                                 | 1/8           | 96   | Pogoń Szczecin – Jagiellonia Białystok                  | 4:1                       |
| 2017/18                                 | 1/16          | 97   | Zagłębie Lubin – Jagiellonia Białystok                  | 2:1                       |
| 2018/19                                 | I runda       | 98   | Lechia Dzierżoniów – Jagiellonia Białystok              | 0:1                       |
| 2018/19                                 | 1/16          | 99   | GKS Katowice – Jagiellonia Białystok                    | 0:0 (d. 0:1)              |
| 2018/19                                 | 1/8           | 100  | Arka Gdynia – Jagiellonia Białystok                     | 0:2                       |
| 2018/19                                 | 1/4           | 101  | Odra Opole – Jagiellonia Białystok                      | 0:2                       |
| 2018/19                                 | 1/2           | 102  | Jagiellonia Białystok – Miedź Legnica                   | 2:1                       |
| 2018/19                                 | F             | 103  | Jagiellonia Białystok – Lechia Gdańsk                   | 0:1                       |
| 2019/20                                 | 1/32          | 104  | Cracovia – Jagiellonia Białystok                        | 4:2                       |
| 2020/21                                 | 1/32          | 105  | Górnik Zabrze – Jagiellonia Białystok                   | 3:1                       |
| 2021/22                                 | 1/32          | 106  | Jagiellonia Białystok – Lechia Gdańsk                   | 1:3                       |
| 2022/23                                 | I runda       | 107  | Odra Opole – Jagiellonia Białystok                      | 0:1                       |
| 2022/23                                 | 1/16          | 108  | Lechia Zielona Góra – Jagiellonia Białystok             | 3:1                       |
| 2023/24                                 | I runda       | 109  | Jagiellonia Białystok – Śląsk Wrocław                   | 2:0                       |
| 2023/24                                 | 1/16          | 110  | Resovia – Jagiellonia Białystok                         | 1:3                       |
| 2023/24                                 | 1/8           | 111  | Jagiellonia Białystok – Warta Poznań                    | 2:0                       |
| 2023/24                                 | 1/4           | 112  | Jagiellonia Białystok – Korona Kielce                   | 1:1 (d. 2:1)              |
| 2023/24                                 | 1/2           | 113  | Pogoń Szczecin – Jagiellonia Białystok                  | 1:1 (d. 1:2)              |
| 2024/25                                 | 1/16          | 114  | Chojniczanka Chojnice – Jagiellonia Białystok           | 0:3                       |
| 2024/25                                 | 1/8           | 115  | Olimpia Grudziądz – Jagiellonia Białystok               | 1:3                       |
| 2024/25                                 | 1/4           | 116  | Legia Warszawa – Jagiellonia Białystok                  | 3:1                       |

## Jagiellonia II Białystok w Pucharze Polski
| Jagiellonia II Białystok w Pucharze Polski |                 |                                               |                |
| Sezon                                      | Runda           | Przeciwnik                                    | Wynik          |
| 1981/82                                    | I runda         | Jagiellonia II Białystok – Wigry Suwałki      | 3:1            |
| 1981/82                                    | II runda        | Jagiellonia II Białystok – Polonia Warszawa   | 2:1            |
| 1981/82                                    | III runda       | Jagiellonia II Białystok – Polonia Bytom      | 1:0            |
| 1981/82                                    | IV runda        | Jagiellonia II Białystok – AZS Biała Podlaska | 2:1 (po dogr.) |
| 1981/82                                    | 1/16            | Jagiellonia II Białystok – Legia Warszawa     | 1:2            |
| 1984/85                                    | I runda         | Jagiellonia II Białystok – Mazur Ełk          | 2:1            |
| 1984/85                                    | II runda        | Jagiellonia II Białystok – Błękitni Kielce    | 2:2 (k. 4:5)   |
| 1988/89                                    | I runda         | Jagiellonia II Białystok – Wigry Suwałki      | 3:2 (po dogr.) |
| 1988/89                                    | II runda        | Jagiellonia II Białystok – Gwardia Szczytno   | 4:2            |
| 1988/89                                    | III runda       | Jagiellonia II Białystok – Stomil Olsztyn     | 0:2            |
| 1990/91                                    | I runda         | Jagiellonia II Białystok – Sparta Augustów    | 2:0            |
| 1990/91                                    | II runda        | Jagiellonia II Białystok – ŁKS Start Łomża    | 2:0            |
| 1990/91                                    | III runda       | Jagiellonia II Białystok – Gwardia Warszawa   | 0:2            |
| 1991/92                                    | I runda         | Jagiellonia II Białystok – Bug Wyszków        | 0:3 (walkower) |
| 2004/05                                    | Runda wstępna   | Lechia Gdańsk – Jagiellonia II Białystok      | 2:2 (k. 4:2)   |
| 2005/06                                    | Runda wstępna   | Warta Sieradz – Jagiellonia II Białystok      | 3:1            |
| 2007/08                                    | I runda wstępna | Jeziorak Iława – Jagiellonia II Białystok     | 3:0 (walkower) |
| 2023/24                                    | I runda         | Jagiellonia II Białystok – Korona Kielce      | 1:2            |

## Finałowe mecze z udziałem Jagiellonii
| 24 czerwca 1989 | Legia Warszawa | 5:2(3:1) | Jagiellonia Białystok | Stadion OSiR, Olsztyn Widzów: 20 000 Sędzia: Perek Poznań |
| 24 czerwca 1989 | Kosecki 8' 29' · Dziekanowski 21' 80' · Iwanicki 75' | 5:2(3:1) | Leszczyk 31' · J. Bayer 67' | Stadion OSiR, Olsztyn Widzów: 20 000 Sędzia: Perek Poznań |
| Robakiewicz – Kaczmarek, K. Budka, Kruszankin, Wdowczyk, J. Bąk (I) (72' Karaś), Łatka, L. Pisz (80' Jóźwiak), Iwanicki, Dziekanowski, R. Kosecki Trener: Andrzej Strejlau | Robakiewicz – Kaczmarek, K. Budka, Kruszankin, Wdowczyk, J. Bąk (I) (72' Karaś), Łatka, L. Pisz (80' Jóźwiak), Iwanicki, Dziekanowski, R. Kosecki Trener: Andrzej Strejlau |          | Nowiński – Lisowski, Bartnowski, Ambrożej, Cylwik, Romaniuk (60' J.Szugzda), Czykier, D. Bayer, Michalewicz (66' C. Kulesza), J. Bayer, Leszczyk Trener: Krzysztof Buliński | Nowiński – Lisowski, Bartnowski, Ambrożej, Cylwik, Romaniuk (60' J.Szugzda), Czykier, D. Bayer, Michalewicz (66' C. Kulesza), J. Bayer, Leszczyk Trener: Krzysztof Buliński |

| 22 maja 2010 | Jagiellonia Białystok | 1:0(0:0) | Pogoń Szczecin | Stadion im. Zdzisława Krzyszkowiaka, Bydgoszcz Widzów: 12 000 Sędzia: Robert Małek |
| 22 maja 2010 | Andrius Skerla 49' | 1:0(0:0) | | Stadion im. Zdzisława Krzyszkowiaka, Bydgoszcz Widzów: 12 000 Sędzia: Robert Małek |
| 22 maja 2010 | Norambuena | 1:0(0:0) | Hrymowicz Rogalski R. Mandrysz Bojarski | Stadion im. Zdzisława Krzyszkowiaka, Bydgoszcz Widzów: 12 000 Sędzia: Robert Małek |
| Gikiewicz – Lewczuk (67' Burkhardt), Skerla, El Sidqy (73' Jezierski), Norambuena, Bruno, Hermes, Grzyb, Lato, Frankowski (81' Jarecki), Grosicki Trener: Michał Probierz | Gikiewicz – Lewczuk (67' Burkhardt), Skerla, El Sidqy (73' Jezierski), Norambuena, Bruno, Hermes, Grzyb, Lato, Frankowski (81' Jarecki), Grosicki Trener: Michał Probierz |          | Janukiewicz – Nowak (60' Lebedyński), Hrymowicz, Jarun, Woźniak, Rogalski, R. Mandrysz (82' Wólkiewicz), Mysiak, Pietruszka, Bojarski (68' Dziuba), Moskalewicz Trener: Piotr Mandrysz | Janukiewicz – Nowak (60' Lebedyński), Hrymowicz, Jarun, Woźniak, Rogalski, R. Mandrysz (82' Wólkiewicz), Mysiak, Pietruszka, Bojarski (68' Dziuba), Moskalewicz Trener: Piotr Mandrysz |

| 2 maja 2019 | Jagiellonia Białystok | 0:1(0:0) | Lechia Gdańsk | Stadion Narodowy, Warszawa Widzów: 44 158 Sędzia: Bartosz Frankowski |
| 2 maja 2019 | Artur Sobiech 90+6'' | 0:1(0:0) | | Stadion Narodowy, Warszawa Widzów: 44 158 Sędzia: Bartosz Frankowski |
| 2 maja 2019 | Arsenić | 0:1(0:0) | Augustyn | Stadion Narodowy, Warszawa Widzów: 44 158 Sędzia: Bartosz Frankowski |
| Kelemen – Kadlec (90' Wójcicki), Runje, Arsenić, Böðvarsson, Novikovas, Poletanović (90' Kwiecień), Romanczuk, Imaz, Guilherme, Klimala Trener: Ireneusz Mamrot | Kelemen – Kadlec (90' Wójcicki), Runje, Arsenić, Böðvarsson, Novikovas, Poletanović (90' Kwiecień), Romanczuk, Imaz, Guilherme, Klimala Trener: Ireneusz Mamrot |          | Alomerović – Nunes, Nalepa, Augustyn, Mladenović, Michalak (69' Sobiech), Kubicki, Łukasik (90' Vitória), Makowski, Haraslín (68' Lipski), Paixão Trener: Piotr Stokowiec | Alomerović – Nunes, Nalepa, Augustyn, Mladenović, Michalak (69' Sobiech), Kubicki, Łukasik (90' Vitória), Makowski, Haraslín (68' Lipski), Paixão Trener: Piotr Stokowiec |

## Bilans spotkań pucharowych Jagiellonii[6]
| Klub                            | Z-R-P | Bramki |
| ------------------------------- | ----- | ------ |
| Arka Gdynia                     | 2-0-0 | 4-0    |
| Avia Świdnik                    | 0-0-2 | 0-4    |
| AZS Biała Podlaska              | 0-0-1 | 1-9    |
| Podlasie Biała Podlaska         | 1-0-0 | 3-0    |
| Bałtyk Gdynia                   | 0-2-0 | 1-1    |
| BKS Stal Bielsko-Biała          | 0-0-1 | 1-3    |
| Bug Wyszków                     | 0-0-1 | 1-4    |
| Chrobry Głogów                  | 1-1-0 | 4-2    |
| Cracovia                        | 1-0-1 | 3-4    |
| Czarni Pruszcz Gdański          | 1-0-0 | 5-1    |
| Flota Świnoujście               | 1-0-0 | 1-0    |
| GKS Katowice                    | 0-1-1 | 0-3    |
| GKS Tychy                       | 1-0-0 | 1-0    |
| Górnik Łęczna                   | 2-0-1 | 3-4    |
| Górnik Zabrze                   | 0-0-1 | 0-2    |
| Grom Czerwony Bór               | 1-0-0 | 2-0    |
| Gwardia Szczytno                | 0-0-1 | 0-2    |
| Jeziorak Iława                  | 1-0-1 | 3-3    |
| Korona Kielce                   | 2-0-1 | 5-3    |
| KS Lublinianka                  | 1-0-0 | 2-1    |
| KP Wasilków                     | 1-0-0 | 3-0    |
| Lech Poznań                     | 0-0-1 | 2-4    |
| Lechia Dzierżoniów              | 1-0-0 | 1-0    |
| Lechia Gdańsk                   | 3-5-1 | 10-8   |
| Legia II Warszawa               | 0-1-0 | 0-0    |
| Legia Warszawa                  | 0-2-2 | 2-8    |
| Lewart Lubartów                 | 1-0-0 | 2-1    |
| Mazovia Ciechanów               | 1-0-0 | 5-0    |
| Miedź Legnica                   | 1-0-0 | 2-1    |
| Mławianka Mława                 | 0-0-1 | 0-1    |
| Motor Lublin                    | 1-0-1 | 4-4    |
| Odra Opole                      | 1-1-0 | 2-0    |
| Olimpia Elbląg                  | 1-0-1 | 5-4    |
| Olimpia Sztum                   | 0-0-1 | 0-2    |
| Olimpia Zambrów                 | 1-0-0 | 6-0    |
| Piotrcovia Piotrków Trybunalski | 0-0-1 | 0-1    |
| Pogoń Szczecin                  | 4-0-1 | 8-6    |
| Polkolor Piaseczno              | 0-0-1 | 1-4    |
| Polonia Warszawa                | 1-0-1 | 4-5    |
| Pomezania Malbork               | 0-1-0 | 2-2    |
| Puszcza Niepołomice             | 1-0-0 | 3-0    |
| Radomiak Radom                  | 1-0-0 | 2-1    |
| Raków Częstochowa               | 2-0-0 | 8-1    |
| Ruch Chorzów                    | 1-1-0 | 2-0    |
| Ruch Wysokie Mazowieckie        | 1-0-0 | 2-1    |
| Ruch Zdzieszowice               | 0-0-1 | 1-3    |
| Sokół Ostróda                   | 1-0-0 | 8-1    |
| Stasiak Opoczno                 | 1-0-0 | 1-0    |
| Stal Mielec                     | 0-0-1 | 0-2    |
| Stal Sanok                      | 1-0-0 | 3-0    |
| Stal Stalowa Wola               | 1-0-0 | 4-2    |
| Stomil Olsztyn                  | 0-0-1 | 0-2    |
| Śląsk Wrocław                   | 1-0-0 | 1-0    |
| Świt Nowy Dwór Mazowiecki       | 1-0-0 | 1-0    |
| Widzew Łódź                     | 0-0-3 | 4-9    |
| Wisła Kraków                    | 0-0-2 | 2-6    |
| Wisła Płock                     | 1-0-2 | 3-4    |
| Wisła Puławy                    | 0-1-0 | 1-1    |
| Włókniarz Bielsko-Biała         | 1-0-0 | 2-0    |
| Zagłębie Lubin                  | 1-0-2 | 3-5    |
| Zagłębie Sosnowiec              | 0-0-1 | 1-4    |
| Zawisza Bydgoszcz               | 0-1-1 | 1-3    |